# Chapelle Notre-Dame-de-Lourdes de Chermont
Pour les articles homonymes, voir Chapelle Notre-Dame-de-Lourdes et Chermont (homonymie).
La chapelle Notre-Dame-de-Lourdes de Chermont est un édifice religieux catholique, situé dans le département de la Haute-Savoie, sur la commune de Saint-Cergues, sur le hameau de Chermont.

## Historique
La chapelle fut inaugurée le 8 août 1880.

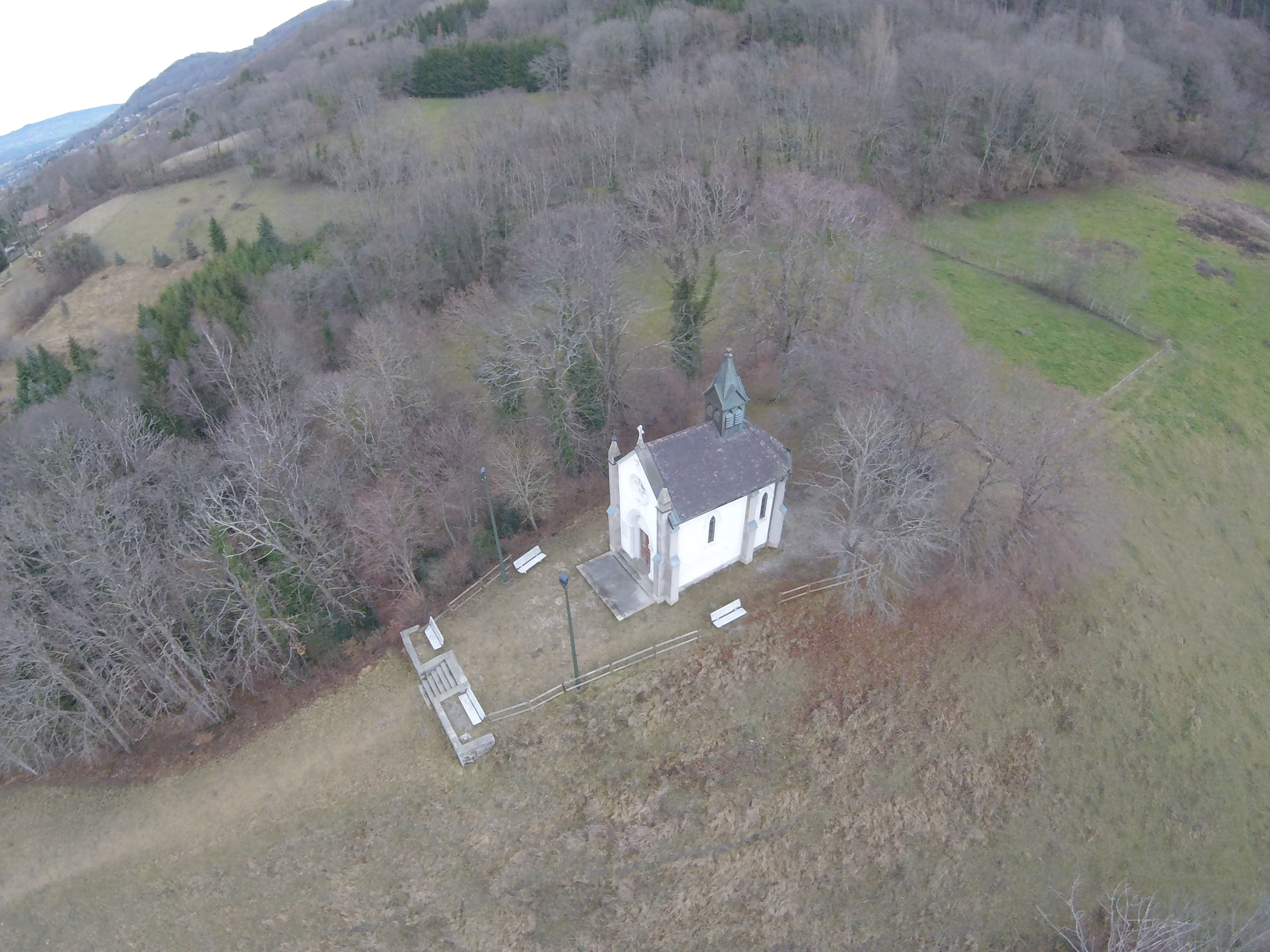
Chapelle Notre-Dame de Lourdes-de-Chermont, vue aérienne

L'édifice fut restauré en 1978.